# 성냥팔이 소녀의 재림
《성냥팔이 소녀의 재림》(영어: Resurrection of the Little Match Girl)은 2002년에 개봉한 장선우 감독의 한국 영화다. 김현성과 신비주의 컨셉의 TTL 소녀로 유명했던 임은경 주연의 가상현실 게임 속에 뛰어든다는 게임 판타지적인 영화다.
영화의 완성도는 여러모로 문제가 많다. 게임이 영화의 소재인데, 해당 영화 속에서 이걸 게임으로 즐기는 사람은 소녀를 침대로 끌어들여서 어떻게 해보려는 사람들밖에 없다. 게임이란 소재를 단순히 구운몽이나 매트릭스의 비현실공간의 개념으로만 보았지, 현실의 게임 개념은 무시한 결과다.
유일하게 호평을 받는 건 "짜장면으로 맞아볼래?" 이 대사 뿐이다. 즉 해당 작품은 망가져서 유명해진 것들이 되었다.

## 평가
네이버 영화 4.32점, 키노라이츠 7.93%, 별점 1.0점, 왓챠 피디아 별점 1.2점, 서울 관객 수 52,317명으로 흥행에 참패했다. 상업영화를 처음 제작하는 감독에게 무려 110억원이라는 금액이 투자되면서 매우 처참한 흥행 성적을 기록하였다.

## 캐스팅
- 임은경: 성냥팔이 소녀 역
- 김현성: 주 / 게임 플레이어 혹은 바이러스 역
- 김진표: 이 / 시스템 에이전트 역
- 진싱: 라라 / 게임 플레이어 역
- 동방우: 추풍낙엽 / 불법접속자 역
- 정두홍: 오비련 / 비련파 두목 역
- 이한갈: 오비련 오른팔 역
- 백원길: 오인조 역
- 신범식: 오인조 역
- 박정기: 오인조 역
- 장두이: 친위대장 역
- 박성웅: 시스템 요원 2 역
- 장인한: 돈 많은 늙은이 역
- 김선화: 천사의 집 원장 역
- 김기천: 중국집 주인 역
- 서재경: 수험생 역
- 안길강: 보위대 중간 지휘관 역
- 김영재: 비련파 역
- 조유신: 비련파 역
- 김진호: 노인의 보디가드 역
- 홍석연: 부두 노동자 역
- 안형준: 희미 친구 역
- 이청아: 소주방 여자 1 역

### 특별 출연
- 강타: 가준오 역
- 삐에르 루시엥: 루시엥 시스템 역

## 같이 보기
- 안드로메디아
- 마르두크 스크램블